# 12291 Ґогноманн
12291 Ґогноманн (12291 Gohnaumann) — астероїд головного поясу, відкритий 6 червня 1991 року.
Тіссеранів параметр щодо Юпітера — 3,171.
Названо на честь Готфрида Наумана (нім. Gottfried O. H. Naumann) (нар. 1935) завідувача кафедри офтальмології у Ерланген-Нюрнбергу та президента Міжнародної ради з офтальмології (англ. ICO — International Council of Ophthalmology).